# Lekt
Lekt ist in der Linguistik, speziell in der Soziolinguistik, ein Oberbegriff für die verschiedenen Sprachvarietäten. Der Ausdruck wird meist als Grundwort (Determinatum) -lekt von Komposita verwendet, so in „Soziolekt“. Es handelt sich dabei um „sprachliche Großbereiche“, die unter anderem unterschiedliche Funktionen erfüllen (Funktiolekte), regional verschieden ausgeprägt sind (Regiolekte), je nach sozialer Schicht (Soziolekte) oder auch zeitlicher Abfolge (Chronolekte) verschiedene Formen zeigen und sich durch bestimmte sprachliche Merkmale von den jeweils anderen Großbereichen unterscheiden.